# Långsvärd

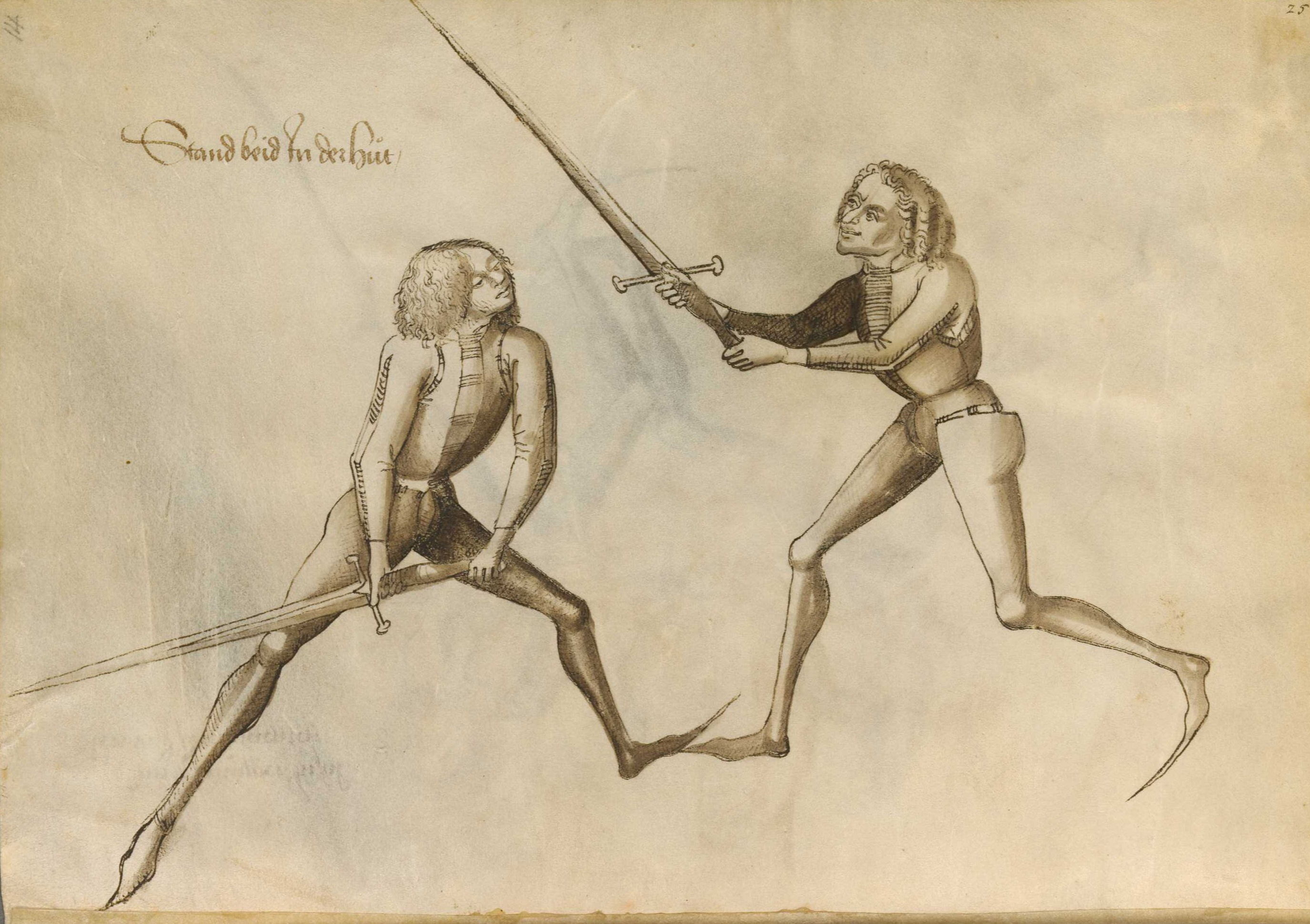
Fäktning med långsvärd. Illustration av Hans Talhoffer (1400-tal).

Långsvärd är ett relativt löst begrepp om svärd med avsevärt lång bladprofil, därtill främst tveeggade tvåhandssvärd från europeisk medeltid som kräver annan stridsteknik än vanliga enhandssvärd. Typen har troligtvis sina anor från mitten av medeltiden, kanske så tidigt som 1100-talet, men det är under 1400-talet som vapnet har sin glansperiod. Den totala längden kan variera, men ligger vanligtvis på runt 120 centimeter. Hjaltet upptar cirka 20 cm av den totala längden, och möjliggör tvåhandsfattning. Vikten ligger vanligtvis på runt 1,3 kg, men kan variera mellan 1 och 2 kg.
Långsvärdet har tjänat som krigsvapen, men också vid civila konflikter, och vid juridiska strider. Klingans utformning är inte enhetlig för långsvärdet, utan varieras beroende på vad det är ämnat för. Mot orustade motståndare används främst en typ med mer flexibel och skarp klinga för huggande och skärande effekt, medan strid mellan rustade personer företrädesvis kräver en mer rombisk klingtyp, som är styvare och bättre som stötvapen. Anledningen är att det troligtvis är omöjligt att hugga igenom en rustning, framförallt av senare modell. 
Under 1400-talet framställs flera manualer för fäktning med långsvärd (vilka emellanåt också innehåller andra tekniker för andra vapentyper), främst från Tyskland och Italien. Bland de mest kända manualförfattarna kan nämnas Hans Talhoffer, Sigmund Ringeck, Fiore dei Liberi och Johannes Liechtenauer.
Många manualer gör skillnad på strid mellan rustade och orustade motståndare. Fäktning mellan orustade kombatanter liknar det som vanligtvis uppfattas som fäktning, medan den rustade striden mer liknar brottning, med olika typer av grepp, fällningar och brytningar. Vanligt är även så kallade halvsvärdstekniker, där den ena handen fattar kring hjaltet, medan den andra griper om klingan. En del tekniker innefattar också fattning med båda händerna kring klingan och hårda slag mot huvudet med hjaltet. Man kan anta att den här typen av strid inte krävde en lika skarp klinga, eftersom en alltför vass egg ändå skulle slöas av hugg mot metall, samt att den skulle skada handen vid fattning kring klingan.